# Teinolophos trusleri
Teinolophos trusleri (лат.) — вид вымерших млекопитающих из семейства утконосовых, единственный вид в роде Teinolophos. Он известен по четырем образцам, каждый из которых представляет собой часть нижней челюсти, найденных в формации Wonthaggi в штате Виктории (Австралия). Представители данного вида жили во времена аптского века позднемеловой эпохи (122,46—112,03 млн лет назад).

## Описание

### Челюсть
Teinolophos trusleri отличается от существующих однопроходных конструкцией нижней челюсти. Отличия включают мыщелок, находящийся значительно выше зубного ряда (а не на примерно той же высоте); и восходящую ветвь, также расположенную выше. Моляры обладали двойным корнем, в отличие от многокорневых моляр последующих однопроходных.
У Teinolophos trusleri не было клюва, в отличие от современных однопроходных.

### Уши
В отличие от современных однопроходных, у которых есть подвешенные кости ушей как у плацентарных и сумчатых, у Teinolophos trusleri они были соединены с челюстью через меккелев хрящ. Это подтверждает идею о том, что современное состояние уха развивалось независимо у однопроходных и зверей.